# ويليام أ. موت
ويليام أ. موت هو سياسي كندي، ولد في 29 نوفمبر 1864 في كامبلتون ‏ في كندا، وتوفي في 1 ديسمبر 1911 في سانت جون في كندا.